# Miranda do Douro
Miranda do Douro (en mirandès i cooficialment Miranda de l Douro) és un municipi portuguès, situat al districte de Bragança, a la regió del Nord i a la subregió de l'Alt Trás-os-Montes. L'any 2001 tenia 8.848 habitants.
Antigament va pertànyer al conventus d'Astorga, cosa que la va influir molt culturalment. Com a resultat encara s'hi parla el mirandès, un dialecte de l'asturlleonès, i hi ha retolació bilingüe als municipis fronterers de Sendim, Duas Igrejas i Aldeia Nova.

## Freguesies de Miranda do Douro
Llista de les freguesies de Miranda do Douro:
- Águas Vivas (Augas Bibas en mirandès)
- Atenor (Atanor en mirandès)
- Cicouro (Cicuiro en mirandès)
- Constantim (Constantin en mirandès)
- Duas Igrejas (Dues Eigreijas en mirandès)
- Genísio (Zenízio en mirandès)
- Ifanes (Infainç en mirandès)
- Malhadas
- Miranda do Douro (Miranda del Douro en mirandès)
- Palaçoulo (Palaçuôlo en mirandès)
- Paradela
- Picote (Picuôte en mirandès)
- Póvoa (Pruôba en mirandès)
- São Martinho de Angueira (San Martino en mirandès)
- Sendim (Sendin en mirandès)
- Silva
- Vila Chã de Braciosa (Bila Chana de Barceosa en Mirandès)